# Trepibutone
Trepibutone là một loại thuốc dùng cho rối loạn tiêu hóa chức năng. Trepibutone thúc đẩy bài tiết dịch mật và dịch tụy, và tăng tốc độ mềm của cơ trơn trong đường tiêu hóa để giảm áp lực bên trong của túi mật và ống mật. Nó cải thiện các triệu chứng của ống mật và bệnh tuyến tụy. Nó thường được sử dụng để cải thiện tình trạng chuột rút và bài tiết mật liên quan đến sỏi túi mật, viêm túi mật, viêm đường mật, rối loạn vận động đường mật hoặc hội chứng sau cắt túi mật, hoặc đau và các triệu chứng tiêu hóa liên quan đến viêm tụy mạn tính.